# Креанс (кантон)
Креанс (фр. Créances) — кантон во Франции, находится в регионе Нормандия, департамент Манш. Расположен на территории двух округов — восемнадцать коммун входят в состав округа Кутанс, одна — в состав округа Шербур.

## История
Кантон Креанс впервые был создан в 1795 году и упразднен в 1801 году. Вновь кантон был образован в результате реформы 2015 года . В него были включены отдельные коммуны упраздненных кантонов Ла-Э-дю-Пюи и Лесе.
С 1 января 2016 года состав кантона изменился: коммуна Анговиль-сюр-Э вошла в состав коммуны Лесе, коммуны Коиньи, Литэр, Прето-Сент-Сюзан и Сен-Жор образовали новую коммуну Монсенель, коммуны Бодрвиль, Больвиль, Глатиньи, Ла-Э-дю-Пюи, Мобек, Монградон, Сен-Реми-де-Ланд, Сен-Симфорьен-ле-Валуа и Сюрвиль — новую коммуну Ла-Э.
1 января 2019 года коммуна Деннвиль вместе с коммунами Порбай и Сен-Ло-д'Урвиль кантона Ле-Пьё образовали новую коммуну Пор-Бай-сюр-Мер, вошедшую в состав кантона Ле-Пьё.

## Состав кантона с 1 января 2019 года
В состав кантона входят коммуны (население по данным Национального института статистики за 2018 г.):
- Бретвиль-сюр-Э (395 чел.)
- Варенгебек (326 чел.)
- Вели (731 чел.)
- Довиль (324 чел.)
- Канвиль-ла-Рок (125 чел.)
- Креанс (2 105 чел.)
- Ла-Фёйли (279 чел.)
- Ла-Э (3 989 чел.)
- Ле-Плеси-Ластель (237 чел.)
- Лесе (2 231 чел.)
- Лольн (192 чел.)
- Мильер (788 чел.)
- Монсенель (1 410 чел.)
- Нёфмениль (187 чел.)
- Пиру (1 432 чел.)
- Сен-Жермен-сюр-Э (905 чел.)
- Сен-Никола-де-Пьерпон (307 чел.)
- Сен-Патрис-де-Кле (179 чел.)
- Сен-Совёр-де-Пьерпон (123 чел.)

## Политика
На президентских выборах 2022 г. жители кантона отдали в 1-м туре Марин Ле Пен 32,8 % голосов против 29,9 % у Эмманюэля Макрона и 12,0 % у Жана-Люка Меланшона; во 2-м туре в кантоне победил Макрон, получивший 50,2 % голосов. (2017 год. 1 тур: Марин Ле Пен – 26,9 %, Франсуа Фийон – 23,5 %, Эмманюэль Макрон – 22,6 %, Жан-Люк Меланшон – 13,0 %; 2 тур: Макрон – 58,0 %. 2012 год. 1 тур: Николя Саркози — 31,4 %, Франсуа Олланд — 25,3 %, Марин Ле Пен — 20,9 %; 2 тур: Саркози — 54,5 %).
С 2021 года кантон в Совете департамента Манш представляют член совета коммуны Креанс Эдвиг Колет (Hedwige Collette) и член совета коммуны Ла-Э, президент Совета департамента Жан Морен (Jean Morin) (оба ― Разные правые).
|                | Кандидаты                    | Партия                   | Первый тур | Первый тур     | Второй тур | Второй тур |
| Кол-во голосов | Кандидаты                    | Партия                   | % голосов  | Кол-во голосов | % голосов  |            |
| -------------- | ---------------------------- | ------------------------ | ---------- | -------------- | ---------- | ---------- |
|                | Эдвиг Колет Жан Морен        | Разные правые            | 2 681      | 71,11          | 2 727      | 74,10      |
|                | Жюльян Ламбен Матьё Ледормёр | Национальное объединение | 1 089      | 28,89          | 953        | 25,90      |

|                | Кандидаты                   | Партия                  | Первый тур | Первый тур     | Второй тур | Второй тур |
| Кол-во голосов | Кандидаты                   | Партия                  | % голосов  | Кол-во голосов | % голосов  |            |
| -------------- | --------------------------- | ----------------------- | ---------- | -------------- | ---------- | ---------- |
|                | Шанталь Баржоль Жан Морен   | Разные правые           | 3 329      | 52,38          | 4 158      | 67,33      |
|                | Кристоф Гаро Брижитт Ламбен | Национальный фронт      | 2 084      | 32,79          | 2 018      | 32,67      |
|                | Элизабет Лезинь Фабьен Море | Европа Экология Зелёные | 8942       | 14,82          |            |            |